# Super Speed
Super Speed é um filme mudo do gênero comédia, produzido nos Estados Unidos e lançado em 1925.